# María Caviglia
María Carmen Caviglia de Boeykens (Paraná, 14 de julio de 1895-Paraná, 2 de agosto de 1985) fue una política argentina del Partido Peronista Femenino. Fue elegida a la Cámara de Diputados de la Nación Argentina en 1951, integrando el primer grupo de mujeres legisladoras en Argentina con la aplicación de la Ley 13.010 de sufragio femenino. Representó al pueblo de la provincia de Entre Ríos entre 1952 y 1955.

## Biografía
Nació en la ciudad de Paraná (Entre Ríos) en julio de 1895 en una familia de inmigrantes italianos. Se casó a los 17 años con Benedictus Alfonso Boeykens de origen belga, con quien tuvo cinco hijos.
Inició en la política a los 23 años en la Unión Cívica Radical. Adhirió al peronismo y en 1945 organizó un centro pro sufragio femenino en Paraná con el nombre de Juan Domingo Perón, que atrajo la atención de Eva Perón, quien además le solicitó crear centros en las provincias de Córdoba y Santa Fe. En 1946 fundó y ejerció como presidenta del «Centro Femenino Presidente Perón», dedicado a la asistencia social y a la promoción de los derechos cívicos de la mujer.
Durante la Segunda Guerra Mundial había recaudado fondos y donaciones entre las colectividades de origen europeo para los Aliados, luego de perder familiares durante el conflicto bélico incluyendo a su esposo.
En las elecciones legislativas de 1951 fue candidata del Partido Peronista en la 1.° circunscripción de la provincia de Entre Ríos, siendo una de las 26 mujeres elegidas a la Cámara de Diputados de la Nación Argentina. Asumió el 25 de abril de 1952.
Integró la comisión de Legislación General, desempeñándose como secretaria de la misma. Además, fue la primera mujer en hacer uso de la palabra en el recinto legislativo. Como diputada, bregó por los derechos de la ancianidad, promovió la duplicación del salario de maestros rurales en zonas desfavorecidas y la creación de centros de control para la prevención de la propagación del mal de Chagas en el norte argentino.
Había sido elegida hasta 1958 pero permaneció en el cargo hasta septiembre de 1955, cuando su mandato fue interrumpido por el golpe de Estado de la autodenominada Revolución Libertadora. Tras el golpe, fue encarcelada y liberada por gestión de Carlos H. Perette y Raúl Uranga. Regresó a la escena pública para apoyar al Partido Justicialista en las elecciones de 1973.
Falleció en agosto de 1985 en su ciudad natal, a los 90 años.
En agosto de 2001 recibió un homenaje póstumo en la Cámara de Diputados de la Nación, y en abril de 2017 se le impuso su nombre a una plaza de Paraná.